# Jaroslaw Alexandrowitsch Djomin
Jaroslaw Alexandrowitsch Djomin (russisch Ярослав Александрович Дёмин, englisch Yaroslav Aleksandrovich Demin; * 30. August 2005 in Moskau) ist ein russischer Tennisspieler.

## Karriere
Djomin war bis Ende 2023 auf der ITF Junior Tour spielberechtigt. 2022 kam er bei den Grand-Slam-Turnieren einmal ins Einzel-Viertelfinale. Er gewann ein Turnier der J300-Kategorie sowie Anfang 2023 ein Turnier der zweithöchsten Kategorie, das J500 in Criciúma. Im Doppel gewann er kurz darauf die French Open an der Seite des Mexikaners Rodrigo Pacheco Méndez. Im Einzel zog er in Wimbledon ins Endspiel ein, das er gegen den Lokalmatadoren Henry Searle verlor. In der Jugend-Rangliste erreichte er im Anschluss die Spitzenposition.
Neben seiner Juniorenkarriere spielte Djomin ab 2022 auch Profiturniere, hauptsächlich auf der unterklassigen ITF Future Tour. Sein erster Erfolg dort war das Erreichen des Halbfinals bei einem Futures in Spanien, wodurch er in die Top 1200 der Weltrangliste einzog.